# Lijst van voetbalinterlands Armenië - Portugal (vrouwen)
Deze lijst van voetbalinterlands is een overzicht van alle officiële voetbalwedstrijden tussen de nationale vrouwenteams van Armenië en Portugal. De landen hebben tot nu toe vier keer tegen elkaar gespeeld.

## Wedstrijden
| № | Plaats  | Datum             | Competitie           | Wedstrijd          | Uitslag |
| - | ------- | ----------------- | -------------------- | ------------------ | ------- |
| 1 | Tocha   | 31 maart 2010     | WK 2011 kwalificatie | Portugal − Armenië | 7 − 0   |
| 2 | Jerevan | 25 augustus 2010  | WK 2011 kwalificatie | Armenië − Portugal | 0 − 3   |
| 3 | Jerevan | 17 september 2011 | EK 2013 kwalificatie | Armenië − Portugal | 0 − 8   |
| 4 | Cartaxo | 15 februari 2012  | EK 2013 kwalificatie | Portugal − Armenië | 6 − 0   |

## Samenvatting
| Competitie        | Totaal gespeeld | Winst Armenië | Gelijk | Winst Portugal | Doelsaldo Armenië – Portugal |
| ----------------- | --------------- | ------------- | ------ | -------------- | ---------------------------- |
| Vriendschappelijk | 4               | 0             | 0      | 4              | 0 − 24                       |
| Totaal            | 4               | 0             | 0      | 4              | 0 − 24                       |